# وقت سکوت
وقت سکوت رمانی به قلم لوییس مارتین‌سانتوس (۱۹۲۴–۱۹۶۴) است که برای اولین بار در سال ۱۹۶۲ توسط انتشارات سیش بارال منتشر شد. این رمان پیش از این با عنوان وقت ناکام و تحت نام مستعار «لوییس سپول‌ودا» در اولین دورهٔ جایزهٔ پیو باروخا شرکت کرد اما این جایزه را به دلایلی به آن ندادند. وقت سکوت تنها رمان تمام‌شدهٔ لوییس مارتین‌سانتوس است که بر اثر سانحهٔ رانندگی در سن ۴۰ سالگی از دنیا رفت. زمان تخریب رمان ناتمامی از اوست که در سال ۱۹۷۵ منتشر شد. در سال ۱۹۷۰ تعدادی از داستان‌های آن تحت عنوان حکایات اخلاقی منتشر شد.
وقت سکوت مارتین سانتوس را در موقعیت بسیار برجسته‌ای در تاریخ ادبیات اسپانیا قرار داده‌است و عنصر کلیدی تکامل ادبیات قرن بیستم اسپانیا برشمرده می‌شود. تاریخ انتشار این رمان، ۱۹۶۲، نقطه عطفی است که در را به روی دورهٔ جدیدی از تغییرات در آثار ادبی اسپانیایی باز کرد. مجلهٔ اسپانیایی ال موندو این رمان را در لیست ۱۰۰ رمان برتر به زبان اسپانیایی قرن بیستم قرار داد.

## داستان
این رمان، با توجه به این‌که داستانی خطی متشکل از سه بخش کلاسیک معرفی، اتفاق و نتیجه است، رمانی ساده است. سادگی طرح این رمان توسط باکلی این‌گونه بیان شده‌است: «وقت سکوت حکایت مردی است که می‌خواست محققی علمی و ناکام ماند».
پدرو شخصیت اصلی داستان است، یک پزشک محقق جوان در مادرید که اواخر دههٔ چهارم عمرش را می‌گذراند. وضعیت بد اقتصادی و اجتماعی جلو پیشرفت تحقیقاتش را بر موضوع سرطان می‌گیرد که با استفاده از ردهٔ خاصی از موش‌ها انجام می‌شود. این موش‌ها از آمریکا آورده شده‌اند و به دلیلی نرخ مرگ‌ومیرشان از میزان تولدشان بیشتر شده‌است و از دست رفته‌اند…

## شخصیت‌ها
- پدرو: ضدقهرمان داستانی شهری در مادرید پس از جنگ که در آن شخصیت اصلی ما را از میان کافه‌های ادبی دوران و مهمانی‌های بورژوازی مرفه می‌گذارند و به فقیرترین حلبی‌آبادها می‌برد. پدرو، در تقابل با قهرمان کلاسیک، با سختی‌ها روبه‌رو نمی‌شود بلکه در آن‌ها گرفتار می‌شود. بیش از آنکه تحسین خواننده را به خود معطوف کند، افسوسش را برمی‌انگیزد. قربانی است، اما قربانی بی‌گناهی نیست.
- ماتیاس: دوست پدرو است از خانواده‌ای بورژوا. بی‌اعتنا و خوش‌گذران است.
- آمادور: دستیار پدرو در آزمایشگاه است که او را درگیر رویارویی با لمپن‌ها می‌کند.
- موئه‌کاس: یکی از شخصیت‌های حلبی‌آباد است که به پشتیبانی آمادور قادر می‌شود موش‌هایی را پرورش بدهد که پدرو برای تحقیقاتش لازم‌شان دارد.
- فلوریتا: دختر موئه‌کاس است که پدرو تلاش می‌کند تا جنینش را سقط کند، اما او زیر دستش می‌میرد و پدرو به همین سبب درگیر ماجراها می‌شود.
- دوریتا: دختر صاحب پانسونی است که پدرو در آن زندگی می‌کند و کم‌وبیش مجذوب این دختر می‌شود.
- دیگران: زن صاحب پانسیون، زن صاحب فاحشه‌خانه، کارتوچو، رئیس پلیس و…

شخصیت‌های این اثر، در کنار دیگر مؤلفه‌ها، به لحاظ کنایه و هجو دستکاری‌شده‌اند. شخصیت‌های وقت سکوت از مؤلفه‌های کاربردی کتاب هستند که نویسنده از آن‌ها استفاده می‌کند تا جامعهٔ دورانش و نهادهایی مانند ازدواج و خانواده را آن‌گونه که در اسپانیای تخت سیطرهٔ رژیم فرانکو بوده‌اند، به انتقاد بگیرد.

## زن در وقت سکوت
شخصیت‌های زن در رمان نقش مهمی بازی می‌کنند. مارتین‌سانتوس زنانی نشان می‌دهد که نقش‌های گوناگونی بر عهده دارند: مادر، همسر، زنان طبقات بالا و فاحشه‌ها. به همین صورت این شخصیت‌ها را به صورتی کنایی می‌پردازد. یکی از ابزارهایی که نویسنده بارها از آن استفاده می‌کند تا زنان را وصف کند آن است که آن‌ها را به صورت جزئی معرفی کند و فقط بخش‌هایی از جسم‌شان را وصف کند. اشاره شده‌است که این گرایش به «بخش‌گویی» به این منظور است که نقش محدود زن را تحت رژیم فرانکو به نمایش بگذارد. به کرات در رمان مشاهده می‌شود که زن و زن بودن با کهن‌الگوهایی همچون سیرن، حوری یا مادرِ زمین تداعی می‌شود و شخصیت‌های زن با این صفات وصف می‌شوند. توجه ویژه‌ای به رابطهٔ میان همسر موئه‌کاس و کهن‌الگوی خدای مادر شده‌است. پیکری است که پیش از وقوع رخدادها همچون سایه‌ای باقی می‌ماند و فقط یک‌بار آن هم به صورتی قطعی دست به اقدام می‌زند تا از بی‌گناهی پدرو دفاع کند. رابطهٔ میان شخصیت و کهن‌الگو در ضمن در حالات ظاهری او نیز پدیدار می‌شود که بر سنگی نشسته است، بی‌اعتنا است اما به آنچه رخ می‌دهد توجه می‌کند.

## ساختار و تکنیک‌های روایی
این کتاب ساختاربندی ندارد و فصل‌بندی‌شده نیست. از ۶۳ پاراگراف زنجیره‌ای تشکیل می‌شود که تنها فضایی خالی از هم جدای‌شان می‌کند، بدون شماره‌گذاری یا عنوان‌بندی. بدین صورت و در تقابل با حالتی که در روایت رایج رخ می‌دهد، خواننده هیچ شاخصی در اختیار ندارد که نشانش بدهد چه چیزی روایت می‌شود یا چه کسی روایت می‌کند تا وقتی که نخستین سطور هر بخش را بخواند.
مارتین‌سانتوس به تناوب از تکنیک‌های روایی عمده و متنوعی استفاده می‌کند:
- گفتار درونی که در آن رشتهٔ افکار یک یا چند تن از شخصیت‌ها را «می‌شنویم» ــ گاهی بدون به انجام رسیدن پیوستگی و تنها با ارتباطی که شاید در ذهن شخصیت وجود داشته باشد: یکی از ابزارهایی که بیشتر استفاده است و از جمله تأثیرات آشکارتر جویس است.
- گریزها یا تعمقات راوی. مارتین‌سانتوس منظر راوی دانای کل را انتخاب می‌کند تا در واقع بتواند انتقاداتی از همهٔ لحاظ وابسته به خود روایت در کارش منظور کند. به این صورت است که نویسنده دربارهٔ تم‌های بسیار متنوعی از قبیل فرانسیسکو گویا، گاوبازی، سروانتس و جُنگ نمایش تعمق می‌کند یا وصف انتقادی استادانهٔ شهر مادرید را تنها در یک پاراگراف می‌آورد که با «شهرهایی هست بس ناقص، بس…» شروع و پس از بیست و هشت سطر به «... که کلیسای جامع ندارد» ختم می‌شود.
- منظرگرایی روایی، که به وسیلهٔ آن می‌توانیم موضوعاتی یکسان را از منظر شخصیت‌های مختلف ببینیم.
- وصفهای کنایی، بلیغ و گروتسک: «قلاع گردن‌کش فلاکت» = حلبی‌آباد.

## سبک
با توجه به آنکه، همان‌طور که گفته شده‌است، محور داستانی رمان ساده و خطی است، سبک پیچیده و آوانگارد اثر مبنای واقعی آن است؛ بنابراین سبک وقت سکوت یکی از جنبه‌های آن است که نظرات بسیاری دربارهٔ آن داده شده‌است. نویسنده در رمان از مکتب رئالیسم سوسیالیستی، که خود آن را رئالیسم پیاده نامید، فاصله می‌گیرد، آشکارا با این نیت که نوآوری تمام و کمالی در شیوهٔ روایت دورانش انجام دهد. مارتین‌سانتوس در جستجوی گذاری آگاهانه از شیوه‌های حاکم بر ادبیات نیمهٔ اول قرن بیستم و اسپانیای پس از جنگ است و به این هدفش می‌رسد. سبک رمان ریشه در ابزارهای فرمال دارد: نحو زبانی، دایرهٔ لغات و ابزارهای سبک‌محور که به صورتی سازگار در سرتاسر طول روایت بسط می‌یابند. حتی اشاره شده‌است که «تأکیدی بیشینه» در استفاده از برخی از این ابزارها وجود دارد، اما آشکار است که مرکز ارزشمندی این اثر را تشکیل می‌دهند، به صورت درست و سازگار استفاده شده‌اند و در خدمت آفرینش رئالیسمی هستند که ریشه در فرم‌های قرن نوزدهمی دارند که لازم بود تا رئالیسم اجتماعی و عینی‌گرایی تفوق یابد. مارتین‌سانتوس تخصص فراوان و علاقه داشت که زبان رئالیستی حاکم بر دوران را نو کند و آن را جایگزین زبان باروکی در تضاد با زبان پیشین بکند؛ بنابراین از مجموعه‌ای گسترده از لغات علمی، فاضلانه و استعاری و ترکیب‌های فصیح کلاسیک پرشمار استفاده می‌کند. خصوصیات باروک تا آنجا در این اثر به کار برده می‌شود که صراحت تشریحی اثر تحت‌الشعاع ابزارهای زیبایی‌شناختی قرار می‌گیرد. زیبایی‌شناسی زبان در پروتاگونیست اثر بالاتر از پیرنگ داستانی جای می‌گیرد. خواننده خود را ناگزیر می‌بیند که متن را با مفهومی یکپارچه ببیند و روابط میان مؤلفه‌های این‌چنینی‌اش را همان گونه‌ای کشف کند که برای مثال کاسته‌یت در «دوران خواننده» (۱۹۶۷) برای تئوریزه کردن یک روش نوآوری ممکن در رمان آورده‌است.

## تأثیرات
آلفونسو ری گفته‌است «وقت سکوت رمانی نئوباروخایی است با موقعیت‌ها، شخصیت‌ها و دغدغه‌های خاط باروخا». بنابراین پیو باروخا نخستین کسی است که تأثیر فراوانی در وقت سکوت گذاشته است و عمدتاً از لحاظ تماتیک. دومین تأثیر بزرگ از جیمز جویس گرفته شده‌است و عمدتاً از لحاظ سبک. به‌کارگیری زمان و صدای روایی یا سبک آزاد غیرمستقیم و هم‌چنین احیای نقش خواننده و ابزار گفتار درونی با تکنیک‌های روایی جیمز جویس مشابه است. علاوه بر این، توصیف‌های شهر و سیر افکار شخصیت‌ها در تحلیل خود نیز جنبه‌هایی هستند که می‌توانیم در اولیس پیدای‌شان کنیم. مارتین‌سانتوس در ضمن جویس را از نویسنده‌های محبوبش می‌دانست.
عموماً منتقدان می‌گویند سبک اثر مارسل پروست نیز در وقت سکوت اثر گذاشته است. ابزار قیاس‌های دورِ نمادهای ارجاعی واقعی به‌طور اجتناب‌ناپذیری اثر مارسل پروست را به یاد می‌آورد. در در جستجوی زمان ازدست‌رفته به کرات مشاهده می‌شود که راوی قیاس‌های گسترده‌ای می‌آورد میان موضوعی کم‌اهمیت و رخدادی که تنها پس از توضیحات مفصل و تشریحی معلوم می‌شود با موضوعِ قیاس ربط دارد. به‌کارگیری این ابزار در وقت سکوت مشهور است و موجب می‌شود فرایندی کندشده برای روایت آفریده شود که به صورت خطی پیش نمی‌رود بلکه در تراز افکار و گفتارها تقویت می‌شود و رویدادها به وسیلهٔ آن بزرگ‌نمایی می‌شود. در ضمن علاقهٔ نویسنده به جمله‌های طولانی نیز به اثر پروست مربوط می‌شود، جمله‌هایی که در آن‌ها ترکیب‌های وصفی، قیاس‌ها یا افکار شخصیت‌ها پدیدار می‌شود و موجب می‌شود پیچیدگی گستردهٔ قواعد صرف و نحوی با ترکیب‌های فرعی فراوان و جمله‌های تابع و زنجیره‌ای به هم بپیوندند.
کل سبک اثر به نوآوری‌های ادبیات اروپایی قرن بیستم می‌پیوندد و خصوصیاتی از رئالیسم ادبی یا خود رئالیسم سوسیالیستی را به نمایش می‌گذارد. از سوی دیگر، وقت سکوت با ادبیات اسپانیای عصر طلایی اسپانیا، انجیل و دیگر آثار ادبیات کلاسیک مربوط است.
در ضمن، در رمان جلوه‌هایی از رئالیسم سوسیالیستی و حتی از سبک ترمندیسم وجود دارد و این‌ها هر دو در غنای بیانی قرار داده شده‌است که حالت افراطی این جنبش‌ها را تلطیف می‌کند. نمادهایی از این رئالیسم سوسیالیستی یا ترمندیسم را می‌توان در وصف‌های حلبی‌آباد یافت، که در آن‌ها رخدادهای رمان به طبقات پایین‌تر جامعه منتقل می‌شود. در واقع منتقدان خاطرنشان کرده‌اند که مارتین‌سانتوس از به نمایش گذاشتن پرولتاریای نرمالیزه‌شده سر باز می‌زند و در عین حال به وصف‌های طولانی لمپن‌های جامعهٔ مادرید می‌پردازد. مثال توصیف این لایهٔ اجتماعی حاشیه‌نشین‌ها نه فقط شخصیت موئه‌کاس بلکه ترازی دون‌تر است که به وسیلهٔ کارتوچو مطرح می‌شود. این علاقه به امر دون و امر گروتسک در برخی موارد به ترمندیسم نزدیک می‌شود، مثلاً در عمل جراحی‌ای که به مرگ فلوریتا، دختر موئه‌کاس، و شیون‌ها و دردهای پس از آن منتهی می‌شود.
در ضمن سبک اثر ریشه در آثار نویسنده‌های باروکی مثل گونگورا و نیز نثر کلاسیک و انجیل دارد. قواعد نحوی وقت سکوت عموماً لاتین‌گونه وصف می‌شود.

## دایرهٔ لغات
اگرچه رشتهٔ اصلی وقت سکوت ساده و طرح عمده‌اش خطی است، یکی از ارزش‌های اساسی‌اش گرایشش به دایرهٔ لغاتی گسترده و پیچیده است که از زبان رایج، که قدرت هنری نثر را می‌گیرد، دور می‌شود. زبان این رمان داستانی ساده را به اثری با پیچیدگی‌های برجسته و بایسته‌های هنری عظیم بدل می‌کند که مستلزم خواننده‌ای فرهیخته برای ادراکش است. طنین استفاده از این پیچیدگی لغوی در تفاسیر رمان آشکار است. فراوانی مایه‌های برگرفته از ابزارهای لغوی گوناگون ضرورت تفسیر و چندصدایی به وجود می‌آورد و مستلزم خوانشی کنایی و استعاری است.
به بیان دیگر، دایرهٔ لغات رمان کنایاتی بیانی ایجاد می‌کند که تا حد زیادی از خصوصیات عمدهٔ آن است و فهمیدن‌شان باری ادراک معنای اثر صریحاً لازم است. این گرایش به دایرهٔ لغات فرهیخته، چندزبانی و نه‌چندان آشکار، خواننده را وادار می‌کند که متن را تفسیر و نتیجه‌گیرهایی بکند که نویسنده آن‌ها را به صورت مستقیم و آشکار نیاورده است.

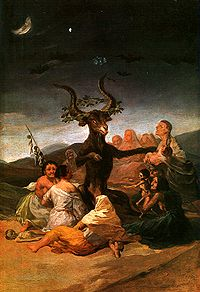
بزم جاودان، پرده‌ای از فرانسیسکو گویا، نمونه‌ای از ارجاعات فرهنگی در وقت سکوت است. مارتین‌سانتوس از این تصویر در مقام مبنایی برای توصیف کنفرانس یک فیلسوف استفاده کرد که در پس آن به نقد فلسفهٔ اورتگا ئی گاست پرداخت.

تفاوت میان آنچه کلمات می‌گویند و آنچه که معنای واقعی‌شان درون اثر است، بسیار جلب توجه می‌کند.
از جمله مثال‌های تنوع لغوی می‌توان به ترکیب‌هایی به زبان‌های مختلف، مثلاً ترکیب فرانسوی dieu et mon droit یا عبارت کلاسیک یونانی mataiotes kai panta mataiotes اشاره کرد.
در ضمن غنای لغوی فقط به خود کلمات محدود نمی‌شود بلکه دو بعد دیگر نیز می‌یابد: از یک سو ترکیب‌های صفت و موصوف، به دو حالت ترتیب معمول و ترتیب واژگون، که معانی خام مدنظر نویسنده را می‌رساند و از سوی دیگر به‌کارگیری ترکیب‌های هم‌نشین کامل که اگرچه ریشه‌یابی‌شان آسان است، معنایی متفاوت با معنای استانداردشان دارند.

## ارجاعات فرهنگی
با توجه به این‌که وقت سکوت رمان چندان قطوری نیست، ارجاعات فرهنگی موجود در آن بسیار پرشمار است. آلفونسو ری از بیش از چهل مرجع ادبی نام برده است، چه از نویسندگان معاصر و چه کلاسیک، اسپانیایی یا خارجی و همین‌طور ارجاعات انجیلی، فلسفی، پزشکی و علمی. برخی از مرجع‌های فرهنگی عبارت است از:
- از ادبیات اسپانیا: آنتونیو ماچادو، خورخه مانریکه، فرای لوییس ده لئون، اونامونو و سروانتس.
- از ادبیات کلاسیک: ویرژیل، هوراسیو، پلوتس.
- از ادبیات بین‌المللی: کافکا، سارتر، جویس، شکسپیر، کمدی الهی و بالزاک.
- از فلسفه: پروتاگوراس، افلاتون، هایدگر و اورتگا ئی گاست.

## واکنش منتقدان
عموم خوانندگان کتاب را بسیار پسندیدند، منتقدان آن را «اثر درخشان» ادبی نامیدند و به ارزش ادبی‌اش اشاره کردند و در ضمن اهمیتش را به مثابهٔ تکانه‌ای نوآورانه و پیش‌زمینهٔ مسیرهایی تازه در ادبیات برجسته کردند. ریکاردو دو منچ، منتقد، آن را «رمانی تکرارنشدنی» نامید. علت آنکه جایزهٔ پیو باروخا برای رمان سال ۱۹۶۱ را به آن ندادند تا اندازه‌ای به مبارزات سوسیالیستی مارتین‌سانتوس نسبت داده شد که موجب فشارهایی شدید از طرف مقامات مادرید بر هیئت داوران جایزه شد و سرانجام اعلام شد که جایزه به کتاب تعلق نمی‌گیرد.
خوان بنت دربارهٔ آن گفت قصه که پیش‌تر «عادت‌گرایی ناب به سبک مسونرو رومانوها» بود، «با استفادهٔ خاص و استادانه از زبان به اثری متفاوت و برجسته از لحاظ بایسته‌های هنری بدل می‌شود که مستلزم خواننده‌ای آگاه برای ادراکش است.» منتقدان اجماع دارند که وقت سکوت در پانارومای ادبی آشکارا عینیت‌گرایانه‌ای مجهز به نوعی رئالیسم اجتماعی، که این رمان از آن گذار می‌کند و آن را از نو می‌سازد، رمانی تجربی را به نمایش می‌گذارد. اگر در آثار معاصر تظاهری به عینی‌گرایی و مشاهده وجود داشت که نویسنده می‌خواهد در آن نشان بدهد آنچه می‌اندیشد همانی است که در متنش می‌آورد، وقت سکوت اثری به طور قطع درون‌گرایانه است. نمادهای این درون‌گرایی در نوعی زیبایی‌شناسی نوآورانه پدیدار می‌شود که متن به وسیلهٔ آن چیزی را ورای آنچه مشاهده‌شدنی و آشکار است در بر می‌گیرد و نویسنده را به خالق ناب بدل می‌کند.

## نسخهٔ سینمایی
کارگردان اسپانیایی ویسنته آراندا در سال ۱۹۸۶ نسخهٔ سینمایی وقت سکوت را به همین نام ساخت که ایمانول آریاس، ویکتوریا آبریل، چارو لوپس، خوان اچانووه و فرانسیسکو رابال در آن بازی می‌کنند.

## ترجمه‌ٔ فارسی
- وقت سکوت، ونداد جلیلی، نشر چشمه - تهران (۱۳۹۶)